# Concorso di Metz del 1787-1788
Il Concorso di Metz del 1787-1788 si rivelò importante per l’emancipazione ebraica in terra francese ed il riconoscimento ai membri di tale comunità dei diritti di cittadino.
Il concorso di Metz fu promosso dalla Società regale di Scienze e Arti. Il consorzio venne fondato il 22 aprile 1757 ed a partire dal 1761 propose annualmente dei concorsi su soggetti di varia natura. Nel 1787 il bando di concorso recitava il seguente quesito: "Est-il des moyens de rendre les Juifs plus heureux et plus utiles en France?". Tradotto letteralmente: “Ci sono dei mezzi per rendere gli ebrei più felici ed utili in Francia?”. La domanda, all'epoca in cui venne formulata, era profondamente d’attualità e certo non banale. La condizione degli ebrei in terra francese difatti, a tale altezza cronologica, non era omogenea e, in linea generale, non positiva; essi erano infatti soggetti a restrizioni e divieti più o meno serrati a dipendenza delle varie regioni.
Il concorso venne indetto nel 1787 e la data di scadenza per la ricezione delle proposte fissata al primo giugno 1787. La commissione, presieduta da Pierre-Louis Roederer, era composta da Jean Le Payen, Henri-Jacques barone di Poutet, Jean-Gérard di Lacuée e Jean-François-Nicolas Blouet. Le risposte che pervennero alla giuria a questo primo bando furono nove; alcune di queste erano decisamente impraticabili, come quella del procuratore al parlamento di Metz, Louis-Nicolas Haillecourt, che suggerì una deportazione di massa delle comunità ebraiche in Guyana. Tuttavia buona parte delle altre redazioni erano votate alla tolleranza ed all'integrazione. Fra queste, tre in particolare colpirono positivamente la commissione: la proposta di Zalkind Hourwitz, quella di Henri Grégoire (chiamato l'abate Grégoire) e quella di Claude-Antoine Thièry.
Il 25 agosto 1787 Roederer lesse le conclusioni della commissione inerenti alle risposte pervenute. Dapprima spiegò i motivi che spinsero l’Accademia a proporre tale argomento per il concorso annuale, e successivamente passò alla disamina dei tre rapporti ritenuti migliori, senza tuttavia premiarne alcuno. La commissione ritenne infatti che nessuno di essi approcciasse e risolvesse in modo adeguato tutte le problematiche legate alla questione e per lo stesso motivo annunciò che l’Accademia avrebbe riproposto lo stesso soggetto al concorso del 1788. Inoltre, al fine di ottenere al secondo passaggio lavori più consoni e corretti, si richiese a coloro che avrebbero voluto partecipare di osservare e documentare se i suggerimenti e le loro proposte avrebbero collimato con le leggi religiose e politiche ebraiche. La scadenza per la seconda consegna fu fissata al primo luglio 1788. La commissione ricevette 5 relazioni: le revisioni di Thièry, l’Abate Grégoire e Zalkind Hourwitz, una nuova di Dom Chaise (già partecipante al primo concorso) ed una quinta di cui non si conosce l’autore. Ancora una volta le migliori risultarono le stesse del primo concorso.
Claude-Antoine Thièry: al primo passaggio il suo scritto, avente come titolo Il faut finir des juifs le honteux esclavage, fu elogiato dalla commissione in particolare per l’eleganza dello stile. La commissione riportò che l’autore avanzava e sosteneva le sue proposte in maniera positiva, ma che infine non affrontò da abbastanza vicino gli ostacoli sulla via del miglioramento delle condizioni ebraiche. Ostacoli che, secondo la giuria, vennero da Thièry sminuiti o elusi risultando dunque in un lavoro poco utile alla causa ebraica. Si rammaricano infine per l’attenzione dedicata ad alcune idee poco meritevoli, ed averne invece dedicata meno a proposte ben più importanti e degne. Tuttavia viene sottolineato il vivo e profondo amore dell’umanità con cui Thièry approcciò la materia. Al secondo concorso revisionò il suo lavoro e lo corresse secondo gli accorgimenti richiesti dalla commissione.
Abate Grégoire: il suo elaborato al primo concorso, intitolato Essai sur la régénération physique, morale et politique des juifs, ebbe un responso della commissione tutto sommato positivo per quanto concerne i contenuti: elogiarono il suo approcciare le questioni da diverse angolazioni e il suo sguardo innovativo. Tuttavia, riguardo alla forma, il suo lavoro venne giudicato informe ed indigesto: scorretta la disposizione degli argomenti e troppe le digressioni storiche e le citazioni, che finirono con l’appesantire il testo e ridurne la precisione. Alla sua seconda partecipazione consegnò una revisione di tale scritto: iniziò ripercorrendo i secoli di oppressione subiti dagli ebrei e rivendicò il loro diritto alla cittadinanza come tramite per l’integrazione e l’amore per la patria. Infine nella sua conclusione si appella ad ogni cittadino francese per far sì che la condizione di “schiavitù” a cui sono sottomessi gli ebrei trovi una fine; nel farlo fa leva sui rinnovati sentimenti di libertà e fraternità che imperversavano in tali anni di rivoluzione.
Zalkind Hourwitz: l’autore polacco di origini ebraiche consegnò un manoscritto di 31 pagine intitolato Apologia degli ebrei. Secondo Hourvitz per rendere gli ebrei dapprima felici, e di conseguenza utili, bisognava concedere loro i diritti di cittadino, senza alcuna distinzione di forma, rendendoli dunque eguali ad ogni altro abitante francese; inoltre, non da meno, l’autore osservava come fosse fondamentale che le istituzioni porgessero le proprie scuse alla comunità ebraica. Al secondo concorso anch'egli consegnò una revisione del precedente lavoro; importante fu la premessa iniziale con cui comunicò che la sua seconda partecipazione fu spinta dal voler essere utile alla causa ebrea, come membro della comunità, come avvocato e come testimone. Sottolinea in seguito difatti l’importanza della partecipazione di un ebreo a tale concorso.
Il Concorso di Metz ebbe dunque il merito di collocare la questione ebraica sotto i riflettori e renderla una questione nazionale a cui andava posto rimedio velocemente; il fatto stesso di riproporre la stessa domanda come soggetto al concorso per due anni consecutivi ne testimonia l’importanza e la rilevanza consacratagli, così come la volontà di trovarvi un rimedio efficace. Inoltre la testimonianza dell’abate ebbe grande clamore: laddove la presa di posizione di un appartenente all'etnia ebraica come Zalkind-Hourvitz era scontata, molto meno la fu quella di un membro del clero cattolico. Il suo sfruttare sentimenti tipici della rivoluzione, come fratellanza e libertà, ebbe di conseguenza una grande risonanza fra il popolo. Egli fu, fino al raggiungimento della stessa, un fervente sostenitore dell’emancipazione della comunità ebraica, i cui membri dovettero attendere ancora due anni prima di vedersi riconosciuti i diritti di cittadino, i quali giunsero difatti tramite la legge del 13 novembre 1791.